# Нортроп Фрај
Херман Нортроп Фрај (енгл. Herman Northrop Frye; Шербрук, 14. јула 1912. — Торонто, 23. јануара 1991), канадски књижевни критичар и теоретичар књижевности, сматра се за једног од најутицајнијих у XX веку.

## Биографија
Школовао се у Канади и Великој Британији. Од 1939. је предавао на Колеџу Вирџинија. У Анатомији критике (1957), његовом најутицајнијем делу, Фрај је анализирао различите облике књижевне критике и наглашавао значај архетипских симбола у књижевности. Написао је низ критичких студија.